# 福爾斯城 (內布拉斯加州)
福爾斯城（英語：Falls City）是一個位於美國內布拉斯加州理查森縣的城市。根據2010年美國人口普查，該地共人口4325人，而該地的面積約為8.65平方千米。同時該地也是理查森縣的縣治。

## 地理
福爾斯城的座標為40°03′45″N 95°36′04″W / 40.06250°N 95.60111°W，而該地的平均海拔高度為308米（即1010英尺）。